# Polyzonus sinense
Polyzonus (Polyzonus) sinense – gatunek chrząszcza z rodziny kózkowatych i podrodziny kózkowych (Cerambycinae). 

## Taksonomia
Gatunek opisany został w 1841 roku przez Fredericka Williama Hope’a jako Promeces sinense.

## Opis
Ciało długości od 21 do 27 mm, metalicznie niebieskie. Człony czułków od siódmego do dziesiątego mają kanciaste wierzchołki. Na przedpleczu wyraźnie błyszcząca linia środkowa i dobrze zaznaczone, opalizujące pola po jej bokach. Boki przedplecza pomarszczone. Odnóża tylne o udach i goleniach wyraźnie dłuższych niż u pozostałych par. Wydzielają aromatyczny zapach.

## Ekologia
Larwy żerują w drewnie cytrusów. W Makau dorosłe obserwuje się licznie wśród liści bambusów oraz na drzewach cytrusów i Dimocarpus longan.

## Rozprzestrzenienie
Gatunek wykazany z Chin (w tym Fujianu, Hainanu, Hunanu, Jiangxi, Junnanu, Guangdongu, Syczuanu, Hongkongu i Makau), Tajwanu, Wietnamu, Laosu, Tajlandii, Mjanmy oraz Indii (Sikkim i Manipur).